# کریم عبدالمحسن
کریم عبدالمحسن (انگلیسی: Karim Abdel Mohsen؛ زادهٔ ۱۰ ژانویهٔ ۱۹۷۹) بازیکن واترپلو اهل مصر بود.